# Dairiki Hara
Dairiki Hara  (Japans 原大力, Hara Dairiki, Fukuoka, 22 mei 1959) is een Japanse jazzdrummer.

## Biografie
Hara speelde vanaf de jaren 80 in de Japanse jazzscene, zijn eerste opnames maakte hij in 1991 met gitarist Yoshiaki Miyanoue. Hij werkte o.m. met Junko Ōnishi (Wow, 1993), waarmee hij in 1996 op het Montreux Jazz Festival en Jazzopen Stuttgart optrad, met Manabu Ohishi, Nao Takeuchi, Yoshiaki Okayasu, Seiji Tada, Shigeo Aramaki, en, in het begin van de 21ste eeuw, met Satomi Kawakami, Yuki Arimasa, Hisatsugu Suzuki en Shoji Yoshitaka. In de jazz was hij tussen 1991 en 2005 betrokken bij 14 opnamesessies. Hij treedt met een eigen trio in jazzclubs in Tokyo op.